# Neonauclea glandulifera
Neonauclea glandulifera är en måreväxtart som beskrevs av Colin Ernest Ridsdale. Neonauclea glandulifera ingår i släktet Neonauclea och familjen måreväxter. Inga underarter finns listade i Catalogue of Life.